# Техаський департамент страхування
Техаський департамент страхування (англ. TDI) регулює діяльність страховиків та інших компаній, які ведуть страховий бізнес у штаті Техас, а також допомагає споживачам страхових послуг в Техасі. TDI був заснований в 1876 році як департамент страхування, статистики та історії. Департамент здійснює нагляд за дотриманням Кодексу страхування Техасу; регулює страховий бізнес, здійснює захист споживачів, забезпечує чесну конкуренцію між компаніями та сприяє стабільності страхового ринку.
Штаб-квартира департаменту розташована в офісній будівлі Вільяма П. Хоббі в Остіні, штат Техас. У департаменті працює близько 1400 співробітників, річний бюджет складає 110 мільйонів доларів. Уповноважений зі страхування виконує функції головного виконавчого та адміністративного керівника департаменту.

## Історія

### 1876—1907
21 серпня 1876 року законодавчий орган штату прийняв закон про створення Техаського департаменту страхування як першого агентства зі страхового нагляду в штаті. Спочатку департамент працював під керівництвом Державного контролера державних рахунків, пізніше переданий у підпорядкування департаменту страхування, статистики та історії.

### 1907—1927
У 1907 році законодавчий орган штату відокремив департамент страхування від інших відомств. Звання комісара змінилося на уповноваженого зі страхування та банківської справи. У 1913 р. була введена Державна страхова комісія. Першим комісаром з питань страхування та банків був Томас Б. Лав, а його наступником став Вільям Е. Хокінс.

### 1927—1957
У 1927 році Рада страхових комісарів була відновлена, до її складу входили три члени, які призначалися губернатором на шестирічний термін.

### 1957—1995
У 1957 році Раду страхових комісарів було скасовано і замінено Державною радою зі страхування, що складається із трьох членів, які призначаються губернатором на шестирічний термін. Рада визначала політику, ставки та санкціоновані правила, тоді як комісар відповідав за адміністративні операції. Основні функції Ради включали ліцензування вітчизняних та зарубіжних страхових компаній, регулярний моніторинг їхньої практики та ставок.

### 1995—1999
На початку 90-х років відбулися зміни в законодавстві стосовно реформування системи страхування. До 1994 р. Державна рада зі страхування була скасована та замінена департаментом страхування на чолі з одним уповноваженим, який призначається губернатором. Частина обов'язків департаменту була передана іншим державним органам.

### 1999— дотепер
В 2005 році до Департаменту страхування було передано повноваження Комісії з питань виплати компенсації працівникам штату Техас.

## Комісар зі страхування
Комісар із страхування штату Техас є головним виконавчим та адміністративним директором департаменту страхування і на нього покладається контроль за виконанням всіх законів, що стосуються страхового бізнесу. У вересні 2021 року губернатор Грег Ебботт призначив Кессі Браун комісаром із страхування штату Техас.

### Відділ по боротьбі з шахрайством
Відділ по боротьбі з шахрайством Техаського департаменту страхування (TDI) — це правоохоронний орган штату, відповідальний за дотримання законів, що стосуються шахрайських дій у сфері страхування. У Сполучених Штатах страхове шахрайство є другим в рейтингу серед білокомірцевої злочинності. Слідчі по кримінальним справам Техаського департаменту страхування мають повні права поліцейських (у них є зброя, вони мають право здійснювати арешти та проводити розслідування порушень законів штату) і їх юрисдикція поширюється на всю територію штату.  Слідчі відділу по боротьбі з шахрайством спеціалізуються на фінансових злочинах і регулярно проводять спільні розслідування з іншими штатами, правоохоронними та іншими державними установами. Після того, як слідчий відділу боротьби з шахрайством Техаського департаменту страхування завершив кримінальне розслідування, справа передається на розгляд прокурору, щоб в подальшому домогтися обвинувального висновку та судового переслідування. У відділі боротьби з шахрайством TDI працюють слідчі кримінальних справ, прокурори та аналітики.